# Sussorca lusingae
Sussorca lusingae är en skalbaggsart som beskrevs av Renaud Maurice Adrien Paulian 1954. Sussorca lusingae ingår i släktet Sussorca och familjen Aphodiidae. Inga underarter finns listade i Catalogue of Life.